# Głowaczewo (Kołobrzeg)
Głowaczewo (deutsch Papenhagen) ist ein Dorf in der Woiwodschaft Westpommern in Polen. Es liegt in der Gmina Kołobrzeg (Landgemeinde Kolberg) im Powiat Kołobrzeski (Kolberger Kreis).

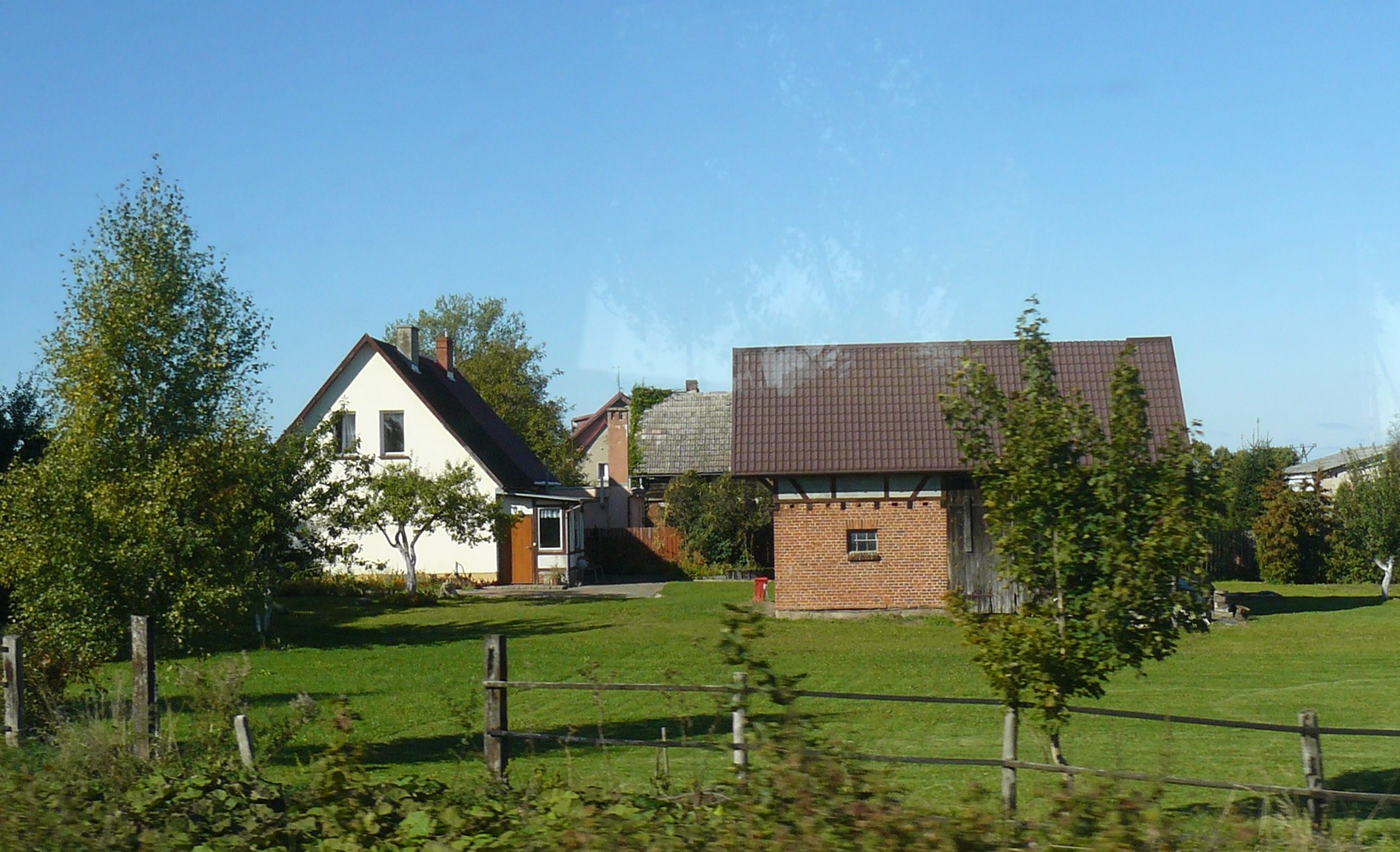
Ortsbild (Aufnahme von 2013)

## Geographische Lage
Das Dorf liegt in Hinterpommern, etwa 100 km nordöstlich von Stettin und etwa 10 km südwestlich der Stadtmitte von Kolberg.
Der nächsten Nachbarorte sind im Westen Karcino (Langenhagen) und Süden Nowogardek (Naugard). Südlich des Ortes fließt der Kreiherbach, der östlich des Ortes in den von Süd nach Nord fließenden Spiebach mündet.

## Geschichte
Papenhagen bildete im Mittelalter im Herzogtum Pommern den östlichen Teil des Dorfes Langenhagen, das dem Kloster Belbuck gehörte. Wohl noch das Kloster legte am südöstlichen Rand von Papenhagen ein Vorwerk an. Nach der Reformation wurde der Klosterbesitz säkularisiert und Papenhagen gehörte zum herzoglichen Amt Treptow.
1666 wurde das Vorwerk Papenhagen dem Balthasar Timaeus von Güldenklee,  Arzt und Bürgermeister von Kolberg, der bereits das benachbarte Naugard besaß, als Lehen geschenkt. Damit wurde Papenhagen in zwei Teilorte getrennt:
Der nordwestliche Teil von Papenhagen, eine bäuerliche Siedlung, blieb bei dem Dorf Langenhagen. In Ludwig Wilhelm Brüggemanns Ausführlicher Beschreibung des Herzogtums Vor- und Hinterpommern (1784) ist Papenhagen kurz als ein Teil des Treptower Amtsdorfes Langenhagen erwähnt und gehörte mit diesem zum Kreis Greifenberg. Bis zum Ende des Zweiten Weltkriegs blieb dieser Teil von Papenhagen bei Langenhagen.
Der südöstliche Teil von Papenhagen, das Vorwerk, teilte lange Zeit die Besitzgeschichte des benachbarten Naugard. Beide blieben im Besitz der Familie von Güldenklee, bis diese 1741 mit Ernst Ludwig von Güldenklee ausstarb. Beide Güter wurden allodifiziert und kamen 1749 an die adlige Familie Schmeling. 1761 verkaufte der Oberst Casimir Ernst von Schmeling Papenhagen an den Frei- und Lehnschulzen Johann Behm in Langenhagen. Ab diesem Zeitpunkt blieb Papenhagen in nichtadligem Besitz. In Ludwig Wilhelm Brüggemanns Ausführlicher Beschreibung des Herzogtums Vor- und Hinterpommern (1784) ist Papenhagen unter den adeligen Gütern des Kreises Greifenberg aufgeführt. In Papenhagen gab es damals neben dem Vorwerk, also dem Gutsbetrieb, einen Halbbauern, insgesamt sechs Haushaltungen („Feuerstellen“).
1818 kam dieser Teil von Papenhagen zum Kreis Fürstenthum, zu dem bereits das benachbarte Naugard gehört hatte, und kam mit dessen Aufteilung 1872 zum Kreis Kolberg-Körlin. Er bildete ab dem 19. Jahrhundert einen eigenen politischen Gutsbezirk Papenhagen. Die 1882 von der Altdamm-Colberger Eisenbahn-Gesellschaft errichtete Bahnstrecke Altdamm–Kolberg verlief zwischen beiden Teilen von Papenhagen. Die bald nach 1882 eröffnete Bahnstation lag im Gutsbezirk Papenhagen und bildete dort einen Wohnplatz Eisenbahnhaltestelle Papenhagen. Ebenfalls in der 2. Hälfte des 19. Jahrhunderts wurde die Ziegelei Papenhagen eingerichtet, die gleichfalls als eigener Wohnplatz geführt wurde. Mit der Auflösung der Gutsbezirke in Preußen wurde 1929 der Gutsbezirk Papenhagen in die Landgemeinde Naugard eingemeindet.
1929 kaufte der Stolper Kaufmann Gottschalk das Gut Papenhagen. Nach 1933 nahm ihm das NS-Regime wegen seiner jüdischen Herkunft das Gut weg.
Als Teil der Landgemeinde Naugard gehörte dieser Teil von Papenhagen bis 1945 zum Landkreis Kolberg-Körlin in der preußischen Provinz Pommern. Auf den Messtischblättern war der Ortsname „Papenhagen“ zweimal eingetragen: Nördlich der Bahnlinie für das zu Langenhagen gehörende Papenhagen und südlich der Bahnlinie für das zu Naugard gehörende Papenhagen.
Gegen Ende des Zweiten Weltkriegs wurde Papenhagen im März 1945 durch die Rote Armee eingenommen. Papenhagen kam zu Polen und erhielt den polnischen Ortsnamen „Głowaczewo“. Heute bildet Głowaczewo, zu dem jetzt beide früheren Teilorte gehören, ein eigenes Schulzenamt in der Gmina Kołobrzeg (Landgemeinde Kolberg).

## Entwicklung der Einwohnerzahlen
Die Einwohnerzahlen beziehen sich auf das Vorwerk und den späteren Gutsbezirk Papenhagen:
- 1816: 30[4]
- 1864: 39[4]
- 1871: 34[4]
- 1905: 46[4]
- 1919: 46[4]
- 1925: 71[4]

## Verkehr
Durch das Dorf verläuft die Kreisstrasse 3355Z von Karcino (Langenhagen) nach Kolberg. 

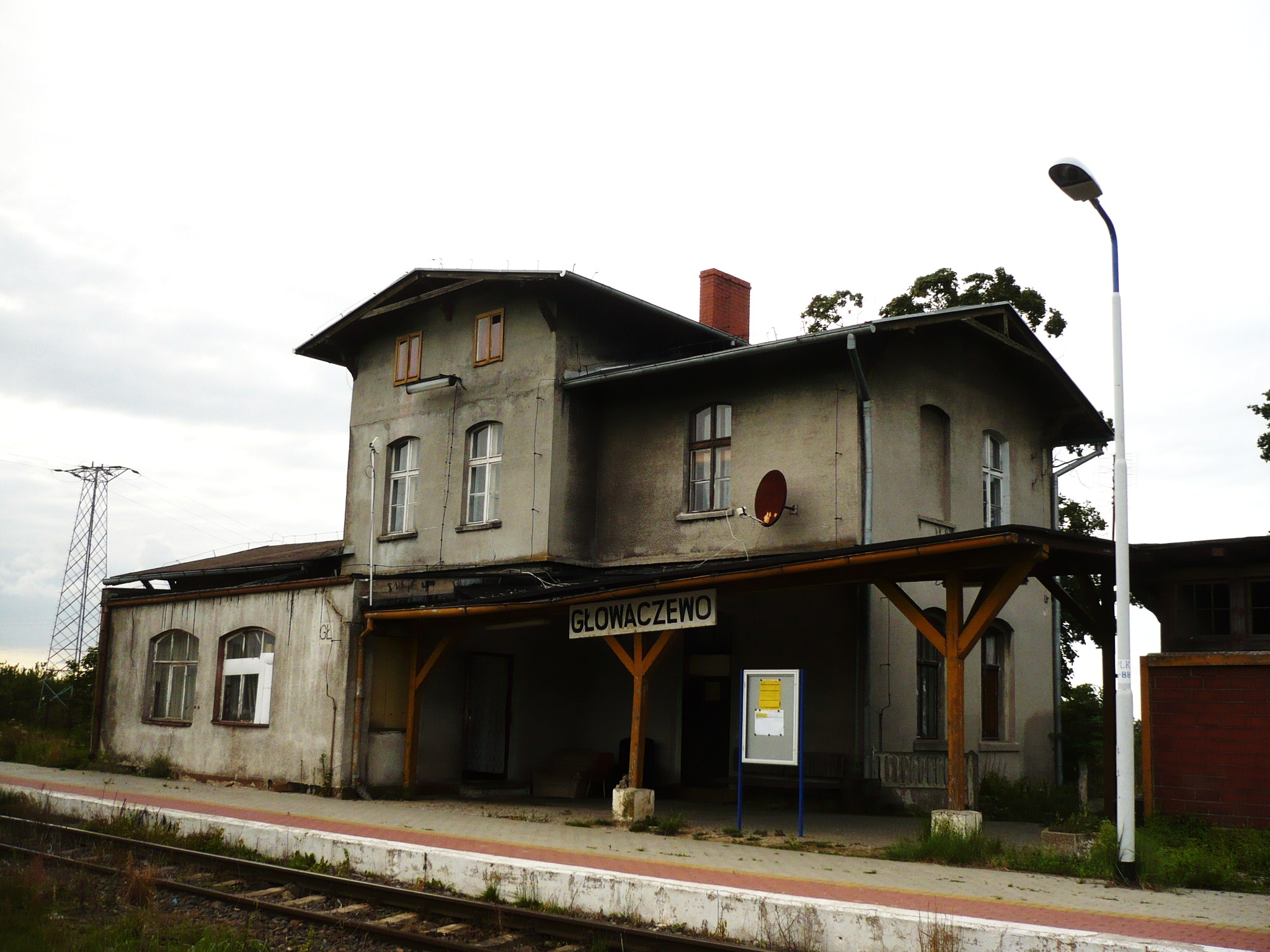
Bahnhof (Aufnahme von 2013)

Głowaczewo liegt an der Bahnlinie Bahnstrecke Koszalin–Goleniów. Ein Bahnhof befindet sich im Ort.